# Michaił Gierasimow (generał)
Michaił Nikanorowicz Gierasimow, ros. Михаил Никанорович Герасимов (ur. 3 lutego?/15 lutego 1894 w Moskwie, zm. 3 czerwca 1962 w Moskwie) – radziecki wojskowy, generał porucznik.

## Życiorys
Po wybuchu I wojny światowej w lutym 1915 roku powołany do armii rosyjskiej, został skierowany do jednostki artylerii w Twierdzy Modlin, gdzie był kanonierem. Jednak już w sierpniu 1915 roku został skierowany do 3 Moskiewskiej Szkoły Chorążych, którą ukończył w listopadzie otrzymując stopień chorążego. W grudniu 1915 został skierowany na front jako młodszy oficer w 4 pułku piechoty walczącym na Froncie Zachodnim. W marcu 1917 roku zostaje dowódcą kompanii w 708 pułku piechoty walczącym na tym froncie. W październiku 1917 roku zostaje dowódcą kompanii, a następnie dowódcą batalionu w 80 pułku piechoty walczącym na Froncie Północno-Zachodnim do lutego 1918 roku. Służbę zakończył w armii carskiej w stopniu porucznika.
We wrześniu 1918 roku wstąpił do Armii Czerwonej i zostaje dowódcą zapasowego batalionu. Od października 1918 roku brał udział w walkach przeciwko Białej Armii Północno-Zachodniej gen. Judenicza początkowo jako dowódca kompanii w 158 pułku piechoty, potem jako pomocnik dowódcy tego pułku. W listopadzie 1919 roku został dowódcą 13 pułku piechoty. W marcu 1920 roku został dowódca 4 Brygady Strzeleckiej 2 Dywizji Strzeleckiej i jako jej dowódca brał udział w walkach z wojskami polskimi, uczestniczył w zajęciu twierdzy w Brześciu Litewskiem oraz bitwie warszawskiej.
Po zakończeniu działań bojowych w czasie wojny domowej został skierowany na wyższy akademicki dowódców w Akademii Wojskowej im. Frunzego, który kończy w 1922 roku. Po ukończeniu kursu zostaje pomocnikiem dowódcy 5 Dywizji Strzeleckiej, a w październiku 1923 roku dowódcą 3 Dywizji Strzeleckiej. W 1928 roku kończy Wyższy Akademicki Kurs Doskonalący Dowódców w Akademii im. Frunzego.
W styczniu 1930 roku został pomocnikiem, a następnie zastępca inspektora ds. przygotowania fizycznego Inspekcji Armii Czerwonej, po czym w styczniu 1934 roku został zastępcą Inspektora Piechoty Armii Czerwonej, a w listopadzie 1935 roku zastępcą Szefa 2 Wydziału Sztabu Generalnego Armii Czerwonej. W kwietniu 1934 roku został pomocnikiem szefa Wydziału Wyszkolenia Bojowego Armii Czerwonej.
W czerwcu 1940 roku został dowódcą 15 Korpusu Strzeleckiego w Lenigradzkim Okręgu Wojskowym., a następnie od maja 1941 jest dowódcą 23 Armii w tym okręgu.
Po ataku Niemiec na ZSRR nadal dowodził 23 Armią, która zajmowała stanowiska obronne na granicy radziecko-fińskiej na przesmyku Karelskim. Dowodził ta armia do września 1941 roku, a następnie do czerwca 1942 roku był w dyspozycji dowództwa Frontu Leningradzkiego.
Od czerwca do sierpnia 1942 roku był szefem grupy kontrolerów ds. mobilizacji i formowania wojsk w okręgach wojskowych. Po czym w sierpniu 1942 roku został zastępca dowódcy Frontu Kalinińskiego a po jego rozwiązaniu był w dyspozycji kadr Armii Czerwonej. Po czym w styczniu 1944 został zastępcą dowódcy 2 Frontu Nadbałtyckiego. W okresie od 16 sierpnia do października 1944 roku był dowódcą 3 Armii Uderzeniowej, po czym ponownie został zastępcą dowódcy 2 Frontu Nadbałtyckiego.
W listopadzie 1944 roku został głównym inspektorem piechoty Armii Czerwonej, funkcję tę pełnił także po zakończeniu II wojny światowej, do czerwca 1946 roku, kiedy został zastępcą generalnego inspektora, a od czerwca 1948 roku generalnym inspektorem wojsk strzeleckich Głównej Inspekcji Sił Zbrojnych ZSRR.
W sierpniu 1950 roku ukończył wyższy kurs akademicki w Akademii Sztabu Generalnego im. Woroszyłowa, po czym został wyznaczony na stanowisko pomocnika dowódcy Taurydzkiego Okręgu Wojskowego, jednak ze względu na stan zdrowia funkcji tej nie objął. W związku ze stanem zdrowia w okresie od lutego 1951 do czerwca 1953 roku był w dyspozycji Wydziału Kadr Armii Czerwonej, po czym został przeniesiony do rezerwy.
Mieszkał w Moskwie, gdzie zmarł, został pochowany na cmentarzu Dońskim.

## Awanse
- kombryg (rozkaz nr 2484 z dnia 26.11.1935)
- generał porucznik (rozkaz nr 945 z dnia 04.06.1940)

## Odznaczenia
- Order Lenina
- Order Czerwonego Sztandaru (czterokrotnie)
- Order Kutuzowa I st. (22.09.1943[1])
- Order Suworowa II st. (29.07.1944[2])
- Order Czerwonej Gwiazdy